# German chocolate cake
La German chocolate cake è una torta statunitense a base di cioccolato, cocco e pecan.

## Storia
A dispetto del suo nome, che in lingua inglese si potrebbe tradurre in "torta tedesca al cioccolato", la German chocolate cake non venne ideata da tedeschi e/o in Germania, ma prende il nome da Samuel German, pasticcere statunitense di origini inglesi che, nel 1852, creò una barretta di cioccolato fondente destinata alla Baker's Chocolate Company. L'azienda dedicò al pasticcere il marchio di cioccolato Baker’s German’s Sweet Chocolate.
Il 3 giugno 1957, apparve nella rubrica Recipe of the Day del Dallas Morning News la prima ricetta conosciuta della German's chocolate cake. Stando alle fonti, essa fu ideata da una casalinga di nome George Clay, che viveva al 3831 di Academy Drive, a Dallas, e conteneva il cioccolato fondente della Baker's Company inventato 105 anni prima. La General Foods, allora proprietaria del marchio Baker's Chocolate, decise di promuovere la ricetta della torta pubblicandola in altri giornali americani. All'epoca, le vendite della Baker's Chocolate aumentarono del 73% e la German chocolate cake ebbe grande successo in tutti gli USA. In seguito, per evitare che si attribuissero delle origini tedesche alla pietanza, si decise di escludere il genitivo sassone dal German.

## Caratteristiche
La German chocolate cake è una torta al cioccolato a strati farcita e sormontata da una glassa al cocco e pecan. La farcitura è una crema pasticcera di tuorli d'uovo e latte evaporato a cui vengono aggiunti, una volta pronta, del cocco e delle noci pecan. Durante la preparazione, il dolce viene rivestito più volte con della glassa al cacao per trattenere il ripieno. Volendo, la German chocolate cake può essere sormontata da ciliegie al maraschino.